# برنيس (مصر)
قرية برنيس هي إحدى القرى التابعة لمدينة مرسى علم في محافظة البحر الأحمر في جمهورية مصر العربية. حسب إحصاءات سنة 2018، بلغ إجمالي السكان في برنيس 869 نسمة، منهم 454 رجل و 415 امرأة.